# Mérillac
Mérillac är en kommun i departementet Côtes-d'Armor i regionen Bretagne i nordvästra Frankrike. Kommunen ligger i kantonen Merdrignac som tillhör arrondissementet Dinan. År 2022 hade Mérillac 242 invånare.

## Befolkningsutveckling
Antalet invånare i kommunen Mérillac
Referens:INSEE